# Саевка (Полтавская область)
Саевка (укр. Саївка) — село,
Сербиновковский сельский совет,
Гребёнковский район,
Полтавская область,
Украина.
Код КОАТУУ — 5320884203. Население по переписи 2001 года составляло 33 человека.

## Географическое положение
Село Саевка находится на левом берегу реки Сухая Оржица,
выше по течению примыкает село Сербиновка,
ниже по течению на расстоянии в 3 км расположено село Писарщина,
на противоположном берегу — село Грушковка.
На реке большая запруда.

## История
- Начало 18 века — дата основания[2].
- Село указано на специальной карте Западной части России Шуберта 1826-1840 годов как хутор Исаенков[3].